# Der Sammler (Unterhaltungsblatt)

Kopf der Zeitschrift Der Sammler

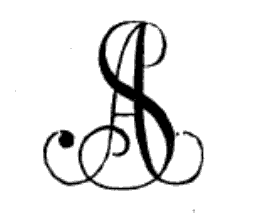
Logo des Verlags Anton Strauß

Der Sammler war eine Zeitschrift, die vom Januar 1809 bis zum 30. Dezember 1846 in Wien erschienen ist. Der Untertitel Ein Unterhaltungsblatt (ab 1840 Ein Unterhaltungsblatt für alle Stände) erschien nur auf dem Jahrestitelblatt, das bis 1841 auch das Logo des Verlages Anton Strauß trug.
Der Zeitungskopf zeigt zwei Sphingen (Symbole der Rätselhaftigkeit, der Gefährlichkeit des Weiblichen sowie dämonischer Mächte, aber auch von Stärke und Weisheit), die einer von zwei Schlangen (in der Heraldik Symbol der Unsterblichkeit und des ewigen Lebens) gehaltenen Urne (aus der Antike stammendes Grabschmuckmotiv, ursprüngl. Gefäß für die Wegzehrung des Toten; auch auf christl. Grabmälern häufig verwendetes Symbol für Tod und Vergänglichkeit) zugewandt sind, aus der eine Flamme züngelt (Symbol für Vergänglichkeit und Feuerbestattung). Auf der Urne dargestellt ist ein sitzender, bärtiger, halbnackter Mann mit Sense und Laterne (Symbol für den Sensenmann mit Anklang an einen griechischen Philosophen).
Der Name der Zeitschrift verweist auf deren ursprüngliche Idee:

„Der Zweck dieses Blattes ist: aus der langen Reihe deutscher Zeitschriften mit strenger Wahl das Bessere, Anziehendere und Interessantere auszuheben, und in einer gefälligen Form, schnell und correct, in die Hände der gebildeten Lesewelt zu geben.“

Jede Nummer umfasste vier Seiten, die Erscheinungsweise war dreimal wöchentlich (dienstags, donnerstags und samstags) und ab 1840 zusätzlich auch montags. Im Konzept der Zeitschrift heißt es weiter:

„Der Sammler schließt Alles aus, was rein wissenschaftlichen Inhaltes ist. Er will unterhalten und nur in dieser Einkleidung Kenntnisse verbreiten. […] Erzählungen (Wahrheit und Dichtung), Schilderungen von Ländern und Städten, Sitten und Gebräuchen, von Natur- und Kunstschönheiten, Lebensbeschreibungen von Männern und Frauen, die durch bedeutende Rollen die öffentliche Aufmerksamkeit auf sich zogen, Anecdoten, […] humoristische Aufsätze, Gedichte, Notizen von neuen Erscheinungen im Gebiethe der Literatur, der Kunst, der Mode; Belohnungen, Ehrenbezeugungen, Beförderungen berühmter Staatsmänner, Schriftsteller und Künstler — dieses wird der Inhalt des Sammlers seyn […]. Aber der Unternehmer wird damit auch eine fortlaufende räsonirende Übersicht der Theater dieser Hauptstadt (freymüthig und bescheiden) verbinden, und überhaupt nie aus dem Auge verlieren, daß diese Zeitschrift zunächst für die Bewohner der k. k. Staaten bestimmt ist.“

Damit ähnelte Der Sammler sowohl hinsichtlich des Umfangs und der Aufmachung als auch des Inhalts wohl durchaus bewusst (deshalb der dezidierte Verweis auf den Wirkungskreis Wien bzw. Österreich) dem zwei Jahre zuvor in Stuttgart gegründeten Morgenblatt für gebildete Stände, das umgehend meldete:

„Literarische Erscheinungen melde ich Ihnen zwey. Eine
belletristische Zeitung: Der Sammler, […] abermals eine Nachahmung des Morgenblattes und der Zeitung für die elegante Welt. Unterhaltung soll der Zweck des Sammlers seyn; das Probeblatt befriediget nicht, man muß daher den Fortgang abwarten, ehe man sich freuen kann. – […]“

Auf der letzten Seite der letzten Ausgabe des Sammlers erschien ein Schlußwort:

„Mit dem heutigen Blatte beschließt der »Sammler« seine acht und dreißigjährige Laufbahn. Er war stets bemüht seine verehrten Leser in jeder Hinsicht zufrieden zu stellen, und scheidet nun von Ihnen, freundlich Abschied nehmend – für immer!“